# Alejandro Silva (músico)
Alejandro Silva (Concepción, 19 de junio de 1969) es un guitarrista chileno, famoso por ser el líder y fundador de las bandas de rock progresivo instrumental Alejandro Silva Power Cuarteto (ASPC) y Alejandro Silva Hyperspace (ASH). Participó en el G3 junto a Joe Satriani, Steve Vai y Robert Fripp el año 2004.
Es ingeniero en sonido titulado en el Instituto Profesional AIEP, aunque su carrera profesional ha estado íntimamente ligada a la música, primero como profesor de la Academia Projazz, y luego con la banda formada por él. En 2010 anunció su retorno a dicha academia. Además tiene una línea de amplificadores llamados Piece of Shit (PoS), los que fabrica artesanalmente como otro pasatiempo musical.

## Vida y carrera
Alejandro comenzó a tocar a los 11 años una guitarra acústica, aprendiendo los acordes de un libro. A los 15 comenzó con la guitarra eléctrica de uno de sus amigos de forma autodidacta. Fue partícipe de varias bandas y grupos musicales durante la escuela y luego en la universidad; con grupos tales como Eclipse y Los Tatas. Es en este último en donde conoce a quien será su gran amigo e integrante de su banda, el baterista Gonzalo Muga.
Estudió la carrera de ingeniería en sonido, luego de no terminar estudios de ingeniería civil e informática.
En 1993 comenzó a trabajar como docente en la Academia de música Projazz.
En 1997 Silva se encuentra con Steve Vai en una conferencia de prensa, y después de demostrarle sus habilidades en la prueba de audio, lo invita a participar en su concierto realizado en el Teatro Teletón. También es invitado, junto a otros guitarristas chilenos por Paul Gilbert, en su primera clínica en Chile, el año 1998.
En una entrevista en 2007 comentó que siempre se hacen los esfuerzos necesarios para lograr una intenacionalización de los proyectos musicales, pero esto siempre es complejo, ya sea por tiempo o por la organización en la vida privada. Esta última siempre la ha mantenido fuera de la esfera artística.

### Power Cuarteto
A principios de 1999 su música comenzó a ser difundida con gran éxito en la desaparecida Radio Concierto. Más tarde, en mayo de 1999 finalmente lanza su primer disco de larga duración: I.
Para las presentaciones en vivo y para promocionar el disco, formó la banda Alejandro Silva Power Cuarteto, junto a Gonzalo Muga, Cristóbal Arriagada y Guido Fregonara, todos ellos vinculados a la Academia Projazz.
Este disco progresivo instrumental generó un gran revuelo entre los fanáticos de la guitarra, pues fue el primer trabajo de esta clase en Chile.
ASPC se dedica a tocar en clubes el resto de ese año con gran éxito. Luego de una pausa de 7 meses retoman el año 2000 los conciertos, continuando con lo habían logrado el año anterior. Alejandro participa junto a Gonzalo Muga en la clínica de Billy Sheehan y más tarde Alejandro vuelve a tocar con Steve Vai en el estadio Víctor Jara.
Alejandro es invitado a participar como guitarrista del grupo Mandrácula a principios del 2001 y participa junto a ellos en múltiples festivales de rock hasta noviembre de 2002, fecha en la que deja la banda.
Power Cuarteto descansa los primeros meses del 2001 mientras Alejandro graba su segundo trabajo Dios Eol. Este disco es lanzado oficialmente en abril de 2002 en un evento que bate récords de asistencia de público para este estilo de música.
Alejandro se hace parte del "Ibanez Army" en abril de 2002, septeto de guitarristas endorsados por la marca japonesa de guitarras "Ibanez". Para esta marca realiza diversas clínicas y presentaciones demostrativas en todo el país, dentro de las que se destaca una clínica junto al guitarrista norteamericano Andy Timmons y en diciembre de 2003 y otra, como invitado, junto a Marty Friedman.
En marzo de 2003, después de una exitosa gira con Power Cuarteto por el litoral central, Alejandro es invitado a tocar en vivo por Joe Satriani, en un concierto realizado en el Court Central. En enero de 2004 participa como demostrador oficial Roland AD en el NAMM Show en Anaheim California.
Junto a Power Cuarteto realiza una gira nacional de 16 fechas en febrero de 2004, "Ibanez Summer Tour 2004".
En julio de 2004 realiza una nueva gira centro americana de demostraciones para la marca Roland que incluye Ecuador, Colombia, Venezuela, Costa Rica, Panamá, El Salvador, Guatemala, Honduras y República Dominicana. Posteriormente este año edita el primer DVD de la banda, Alejandro Silva Power Cuarteto En Concierto, el que es promocionado en varias ciudades de Chile con una gira de 7 fechas llamada "Ibanez Winter Tour 2004".
En diciembre de 2004 es invitado a tocar al show G3 en donde comparte escenario con Joe Satriani, Steve Vai y Robert Fripp. En otras oportunidades ha estado junto a Marty Friedman, Paul Gilbert y Billy Sheehan.
En marzo de 2006 viaja por Roland AD a participar en la Expo Soundcheck a Ciudad de México. Junto a Mandrácula telonea a Divididos. A finales de mayo comienza la grabación del tercer disco en estudio. Este año participa como jurado en dos concursos de bandas y talentos nuevos y en diversas clínicas de guitarra, dentro de las que destaca su participación en el show final de la clínica del norteamericano Andy Timmons.
El 6 de diciembre de 2006, Alejandro silva sufre un accidente automovilístico que lo deja algunos meses sin poder tocar, debido a una fractura en su mano izquierda. Después de unos meses en terapia, Alejandro lanza en julio de 2007 su tercer disco en estudio, llamado Orden & Caos. Antes de eso en el verano del 2007 el grupo participa en una serie de conciertos en el sur del país. La gira “Orden&Caos” en el 2007 los lleva desde Puerto Montt a Arica, realizando incluso una presentación solista en La Paz (Bolivia). En diciembre de ese año se graba en vivo un nuevo DVD de la banda y son invitados a participar en el rockódromo 2007 en el Estadio de Playa Ancha (Valparaíso).
Ha recorrido gran parte de Latinoamérica mostrando sus cualidades con la guitarra y es conocido en gran parte del mundo gracias a su actuación en el G3 y por otras diversas giras que ha realizado.
En el año 2010, anunció que volvería a ser profesor de la Academia Projazz.

### Hyperspace
En 2018 comenzó una nueva formación llamada Hyperspace, junto al bajista Óscar Arenas y el baterista Jorge Olivares. Grabaron varios temas nuevos para un eventual álbum para las plataformas de YouTube y los canales de Facebook, sin embargo en 2020 la banda se disolvió por problemas internos.

## Influencias
Alejandro Silva cita como sus influencias a distintas bandas de rock y heavy metal, como Scorpions, Judas Priest, Iron Maiden, Van Halen, Rush y Slayer, entre otras. También a guitarristas como Malmsteen, Steve Vai y Joe Satriani, entre otros.

## Discografía
| Año  | Álbum            | Sello discográfico | Tipo        | Formato     | Duración | Temas |
| ---- | ---------------- | ------------------ | ----------- | ----------- | -------- | ----- |
| 1999 | I                | Independent        | Full-length | CD          | 43:00    | 11    |
| 2002 | Dios Eol         | Independent        | Full-length | CD          | 58:30    | 11    |
| 2003 | Live ASPC        | Independent        | Live Album  | CD          | 56:18    | 14    |
| 2004 | En Concierto     | Independent        | Video       | DVD         | 01:20:17 | 16    |
| 2007 | Orden & Caos     | Independent        | Full-length | CD          | 01:02:49 | 15    |
| 2008 | Live 2007        | Independent        | Video       | DVD         | 01:30:15 | 21    |
| 2014 | Solo Caos        | Independent        | Full-length | CD, Digital | 53:54    | 10    |
| 2017 | DVD Tour Concert | Independent        | Video       | DVD         | 01:16:04 | 15    |
| 2018 | Helix            | Audiomusica        | Single      | Digital     | 05:44    | 1     |
| 2024 | V                | Independent        | Full-length | Digital     | 40:50    | 9     |